# Ronnie Lessa
Ronnie Lessa (15 de julio de 1970) es un ex policía militar de Río de Janeiro, retirado en 2010, conocido principalmente por ser sospechoso del asesinato de la concejala Marielle Franco y su conductor Anderson Gomes, el 14 de marzo de 2018, en Río de Janeiro. Es conocido por sus vínculos con la milicia del estado.
Antes del caso Marielle, se hizo conocido por su trabajo como policía militar y civil, habiendo recibido condecoraciones. En 2009 fue víctima de un atentado y le amputaron parte de la pierna, lo que provocó su retirada. Fue condenado en 2022 por tráfico internacional de armas y está siendo investigado por la ejecución de dos personas en 2000.

## Biografía
Antes de incorporarse a la Policía Militar, Lessa trabajó como tatuador en Méier. Antes de ser detenido vivía en el Condomínio Vivendas da Barra. Está casado con Elaine Lessa, quien, como su marido, está acusada de tráfico de armas.

### carrera policial
En 1989 se unió a la Scuderie Detective Le Cocq, un escuadrón de la muerte creado en 1965 que tenía como objetivo vengar la muerte de agentes de policía. Se destacó en operaciones policiales, en favelas dominadas por el narcotráfico, por la incautación de bienes incautados a los narcotraficantes. Ingresó a la Policía Militar en 1991, donde formó parte del Batallón de Choque y del Batallón de Operaciones Especiales Policiales (BOPE) entre 1993 y 1997, aún sin haber realizado el curso de “cráneo”, y fue trasladado a la Policía Civil en 2003. .donde trabajó hasta jubilarse en 2010. Fue ascendido por actos de valentía en dos ocasiones en 1997. Durante su actuación en corporaciones, recibió honores de ALERJ y una condecoración del Ayuntamiento de Río de Janeiro. Según un informe de 2019 de un experimentado policía civil que trabajó con Lessa y que, por motivos de seguridad, prefirió no identificarse:

“Se sentía como un soldado en plena guerra de Vietnam. Realizamos algunos operativos en conjunto con la mayoría de comisarías especializadas de la Policía Civil. La bala voló y tu grupo apareció en las peores situaciones. Lessa era un asesino en serie. Le dispararon varias veces, pero permaneció de pie. Fue un verdadero soldado de guerra. Máquina de matar."

En 2009, Ronnie Lessa sufrió heridas graves tras la detonación de una granada dentro de su coche. En entrevista con Veja, preguntado sobre su relación con Jair Bolsonaro, Lessa dijo que fue ayudado por el actual diputado federal para recibir tratamiento en la Associação Brasileira Beneficente de Reabilitação.
Lessa es investigado por la ejecución de dos personas presuntamente realizada durante una acción policial en la favela Parque Colúmbia, en septiembre de 2000.

### Actividades criminales
Ronnie Lessa fue designado jefe de la milicia de la Zona Oeste de Río y propietario de un bingo clandestino en Barra da Tijuca, inaugurado el 24 de julio de 2018. En la noche de ese día, la policía confiscó las 80 máquinas tragamonedas de un casino clandestino bingo en un restaurante de Barra da Tijuca que sirvió de fachada. También fueron trasladados a comisaría 3 empleados del local y 7 clientes del bingo también fueron llevados a la comisaría. El 15 de agosto de ese año, Ronnie Lessa contactó al diputado Marcus Cipriano para contactar a la diputada Adriana Bélem y recuperar las máquinas tragamonedas.
Ronnie Lessa es vendedor de galones de agua. Antes de ser arrestado, planeaba expandir este negocio a zonas dominadas por el narcotráfico en Río de Janeiro.

#### Condena por tráfico de armas y expulsión de la corporación
En marzo de 2019, tras la detención de Ronnie Lessa bajo sospecha de participación en el doble homicidio que mató a Marielle Franco y Anderson Gomes, la Policía Civil encontró fusiles desmantelados en la casa de un amigo de Ronnie Lessa, la mayor incautación de este tipo de armas Río de Janeiro. El habitante de la casa afirmó que se quedó con el equipo a pedido de Lessa, quien ahora es investigado por tráfico de armas.
En agosto de 2022, Lessa fue condenada a trece años de prisión por tráfico internacional de armas. En febrero de 2023, Lessa fue expulsada de la Policía Militar a raíz de esta condena.

#### Asesinato de Marielle Franco
Ronnie Lessa fue acusado de ser el tirador del ataque al vehículo en el que viajaba el concejal. Según información difundida por la policía y la prensa de la época, él fue el autor de los disparos que mataron a Marielle Franco y Anderson Gomes.
Hasta septiembre se sabía, según un informe de la Coordinación de Seguridad e Inteligencia del Ministerio Público del Estado de Río de Janeiro, que el sargento de reserva de la Policía Militar Ronnie Lessa, acusado del asesinato, era un líder de una milicia en el oeste. En la zona de Río, era dueño de un bingo clandestino en Barra da Tijuca y planeaba, antes de ser arrestado, expandir su negocio de distribución de agua a zonas dominadas por los narcotraficantes de la ciudad. El informe fundamentó la solicitud aceptada por el Tribunal de Río de Janeiro, con el fin de trasladar a Lessa al sistema penitenciario federal.
A mediados de diciembre, la Policía Civil y el Ministerio Público encontraron una pista importante para esclarecer el crimen. Según el informe, Eduardo Almeida Nunes de Siqueira, residente de Muzema, una favela dominada por la milicia, clonó un coche del mismo modelo que se utilizó en el asesinato. Además, Siqueira fue defendido por el mismo abogado de Ronnie Lessa, considerado albacea del concejal. Confesó que clonó muchos vehículos, incluido un Cobalt plateado del año 2014, que era exactamente el tipo de coche utilizado por los pistoleros. Siqueira no sabía cómo se usaba el auto, pero vio mucha similitud entre el que clonó y el usado en el crimen. La policía también seguía otras líneas de investigación, como confirmar que la orden de matar a Marielle provino del ex bombero, exconcejal y miliciano Cristiano Girão, con el objetivo de vengarse del diputado federal Marcelo Freixo, ya que Girão era uno de los nombres que aparecen en la lista de milicias del CPI elaborada por el parlamentario.

##### La declaración de Élcio de Queiroz
En julio de 2023, Élcio de Queiroz firmó un acuerdo de culpabilidad con la Policía Federal y el Ministerio Público y contó en detalle cómo se cometió el crimen. Según información publicada en la prensa, el crimen habría sido premeditado desde 2017 e incluso hubo un intento fallido en el mismo año. Cuando realmente ocurrió el asesinato, todo comenzó con un encuentro entre Lessa y Élcio en el condominio de este último. Se posicionaron estratégicamente en un automóvil y persiguieron el auto de la concejala, disparando mientras el vehículo desaceleraba. Una vez consumado el crimen, se dirigieron a un bar donde permanecieron bebiendo hasta las tres de la madrugada. Al día siguiente, concluyeron la operación deshaciéndose del coche utilizado en el crimen, antes de encargarse de manipularlo.

##### Absolución por el Tribunal Federal
En septiembre de 2023, el Tribunal Federal de Río de Janeiro absolvió a Lessa en el caso sobre tráfico internacional de armas. La decisión fue motivada por falta de pruebas.

##### Pena aumentada por desaparición de armas en delitos
En noviembre de 2023, el Tribunal de Justicia de Río de Janeiro aumentó de cuatro a cinco años de prisión en régimen cerrado la pena del ex policía militar Ronnie Lessa, acusado de matar a la concejala Marielle Franco y a su conductor Anderson Gomes, por la desaparición de armas utilizadas en el crimen.
El 19 de febrero de 2024, el Tribunal Federal de Río de Janeiro condenó a Lessa a seis años y ocho meses de prisión, en régimen semiabierto, por contrabando de piezas y accesorios de armas de fuego. En la sentencia, el Tribunal Federal afirmó que Lessa importó ilegalmente productos controlados por el Ejército.